# Edward Elmer Smith
Pour les articles homonymes, voir Edward Smith (homonymie) et Smith.
Œuvres principales
- Cycle du Fulgur

Edward Elmer Smith, né le 2 mai 1890 à Sheboygan dans le Wisconsin et mort le 31 août 1965  à Seaside dans l'Oregon, est un écrivain américain de science-fiction. Il est également dénommé Edward Elmer Smith, Ph.D., E.E. « Doc » Smith, Doc Smith ou « Skylark » Smith. C'est en son honneur que la New England Science Fiction Association crée en 1966 le Prix E. E. Smith Memorial, surnommé Skylark Award.

## Biographie

### Contexte familial
Edward Elmer Smith est né à Sheboygan, dans le Wisconsin, le 2 mai 1890 de Fred Jay Smith et Caroline Mills Smith, tous deux presbytériens convaincus d'origine britannique. Sa mère était enseignante, son père un marin né en Angleterre. Ils déménagèrent pour Spokane, dans l'État de Washington ce même hiver 1890. En 1902, la famille Smith déménage à nouveau et se rend à Seneaquoteen, dans l'Idaho, tout près de Pend d'Oreille River, dans le Nord de l'État. Il eut 4 frères et sœurs dénommés Daniel, Rachel et Mary Elizabeth. Il commença à travailler tout d'abord comme manœuvre jusqu'à l'âge de 19 ans, jusqu'à ce qu'il se blesse au poignet en tentant d'échapper à un incendie.
Il suivit les cours de l'Université de l'Idaho et fut intégré dans une classe préparatoire en 1907. C'est en 1914 qu'Edward Elmer Smith sort diplômé de l'Université, en ingénierie de la chimie. Il fut également président du Club de Chimie de l'Université, du club d'échecs, du Club de guitare et de mandoline et chanta la voix de basse dans des opérettes de Gilbert et Sullivan. Son mémoire s'intitulait Some Clays of Idaho (Divers argiles de l'Idaho) et fut écrit en collaboration avec son camarade Chester Fowler Smith qui décéda l'année suivante des suites d'une tuberculose, juste après avoir obtenu une bourse universitaire à Berkeley.
Le 5 octobre 1915, Edward Elmer Smith épousa Jeanne Craig MacDougall, la sœur de son voisin de chambrée, Allen Scott MacDougall. Sa belle-sœur s'appelait Clarissa MacLean MacDougall, nom qu'il donna par la suite à l'héroïne du cycle du Fulgur. Jeanne MacDougall était née à Glasgow en Écosse, ses parents étaient Donald Scott MacDougall, un violoniste, et Jessica Craig MacLean. Son père s'était installé à Boise, dans l'Idaho, alors que ses enfants étaient encore jeunes, puis il fit venir sa famille. Malheureusement, il décéda alors qu'ils étaient en route. Sa mère travailla dans une pension de famille, avant de posséder son propre hôtel familial.
Le couple Smith eut trois enfants, Roderick N., né le 3 juin 1918 (qui deviendra designer chez Lockheed), Verna Jean (qui deviendra plus tard Verna Smith Trestrail), née le 25 août 1920, son exécutrice littéraire jusqu'à sa mort en 1994, date à laquelle son fils Kim Trestrail devenait l'exécuteur suivant), et Clarissa M.(qui deviendra Clarissa Wilcox), née le 13 décembre 1921.

### Début de carrière dans la chimie
Après avoir obtenu son diplôme universitaire en chimie, il travailla comme chimiste pendant son service civil au National Bureau of Standards de Washington, D.C., s'occupant en particulier des normes en matière de beurre et d'huîtres. Il servit comme lieutenant dans la cavalerie américaine pendant la Première Guerre mondiale. Un soir de 1915, alors que les Smith rendaient visite à leurs voisins, Dr Carl et Lee Hawkins Garby, cette dernière suggéra à E. E. Smith d'écrire une histoire qui se déroulerait dans l'espace. Smith répondit qu'il en serait ravi, si Madame Garby promettait de s'occuper de l'aspect sentimental de l'intrigue. Ce fut ainsi que fut rédigé le premier tiers de La Curée des astres (Skylark of Space), vers la fin de l'année 1916. Mais tous deux abandonnèrent bientôt leur projet.
Edward Elmer Smith obtint un master de chimie à l'Université George Washington en 1917 sous la direction de Charles E. Munroe et un doctorat d'ingenierie de la chimie en 1918, avec une thèse intitulée The effect of bleaching with oxides of nitrogen upon the baking quality and commercial value of wheat flour (Les effets du blanchiment aux oxydes d'azote sur la qualité de cuisson et la valeur commerciale de la farine de blé) et publiée en 1919.

### La Curée des astres (Skylark of Space)
En 1919, Edward Elmer Smith, docteur en chimie, accepta un emploi de chimiste en chef pour la société F.W. Stock & Sons de Hillsdale, dans le Michigan et travailla sur des recettes de beignets. Plus tard dans l'année, alors qu'il s'occupait seul de ses enfants pendant que sa femme était au cinéma, il reprit l'intrigue de La Curée des astres et termina le roman au printemps 1920. Il proposa alors son manuscrit à de nombreux éditeurs et magazines, dépensant plus d'argent en frais d'expédition qu'il n'aurait pu en gagner avec une publication. Son manuscrit fut refusé par Bob Davis, l'éditeur du magazine Argosy en 1922, qui l'encouragea en lui expliquant qu'il avait personnellement beaucoup apprécié le texte, mais que celui-ci était trop d'avant-garde pour ses lecteurs. (Selon Warner, E. E. Smith commença ensuite à travailler sur la suite, Skylark III,  avant même que le premier volume eût été accepté.) Finalement, son manuscrit fut accepté par le magazine Amazing Stories pour une rémunération de $75, somme réévaluée plus tard à $125. Son roman fut publié dans les numéros d'août à octobre 1928. Le succès fut tel que le responsable commercial, T. O'Conor Sloane, demanda la suite avant même la publication de la seconde livraison.
Lee Garby n'était plus intéressée par le travail de coécriture et Edward Elmer Smith continua seul son travail sur Skylark Three. Ce roman fut ensuite publié dans les numéros d'août à octobre 1930 d' Amazing Stories. Aux pages 567 et 568 du numéro de septembre, la revue publia une lettre de John W. Campbell qui affirmait que La Curée des astres était la meilleure histoire de vulgarisation scientifique qui ait jamais été publiée et tentait de contrer toutes les critiques qui avaient été faites à son sujet. Pour ce roman, E. E. Smith fut payé 0,75 ¢ le mot, ce qui dépassait le dernier record d'Amazing, à 0,50 ¢.

### Travail d'écrivain
Edward Elmer Smith commença ensuite son travail sur un nouveau roman Spacehounds of IPC qui devait être le premier volet d'un cycle et qu'il termina à l'automne 1930. Mais dans ce roman, l'auteur prit la peine de soigneusement éviter les incohérences scientifiques qui avaient gêné les lecteurs de La Curée des astres. Même en 1938, après avoir écrit la Patrouille galactique (Galactic Patrol), E. E. Smith considéra son roman comme sa meilleure œuvre. Il déclara plus tard : « C'était réellement une fiction scientifique et pas de la pseudo-science, comme dans La Curée des astres. » et même à la fin de sa carrière, il considéra ce roman comme sa seule véritable œuvre de science-fiction. Le roman fut publié dans les numéros de juillet à septembre 1931 du magazine Amazing, mais le texte fut modifié par l'éditeur Sloane sans l'autorisation de l'auteur. Dans les courriers de lecteurs de l'époque, les fans se plaignirent de la restriction de l'histoire dans le système solaire et Sloane se rangea du côté des lecteurs. Ainsi, lorsque Harry Bates (en), l'éditeur d' Astounding Stories, lui fit une offre de 2 ¢ le mot pour sa prochaine publication, E. E. Smith ne pouvait plus écrire la suite de Spacehounds.
E. E. Smith se mit alors à écrire Triplanétaire, un roman dans lequel « l'auteur ne s'embarrasse pas de détails scientifiques, mais laisse libre cours à son imagination ». Il est vrai que certains personnages de l'histoire accumulent les incohérences psychologiques, tandis que les implausibilités scientifiques confinent à l'auto-parodie. Le numéro de janvier 1933 d'Astounding annonçait que Triplanétaire paraîtrait dans le numéro de mars et montrait l'illustration d'une scène du roman, mais les difficultés financières du magazine empêchèrent la publication du récit. Il proposa ensuite son manuscrit à Wonder Stories, mais l'éditeur du magazine refusa le manuscrit et s'en vanta quelque temps plus tard dans un fanzine. Il proposa finalement son manuscrit à Amazing qui en publia la première livraison en janvier 1934, mais seulement pour la moitié d'un cent le mot. Peu de temps après, F. Orlin Tremaine, le nouvel éditeur de la revue Astounding, sauvée de sa dérive financière, offrit à E. E. Smith 1 cent le mot pour Triplanétaire, mais lorsqu'il apprit qu'il était trop tard, il suggéra à Smith de lui écrire un troisième Skylark à la place.
Pendant l'hiver 1933-1934, Smith travailla à The Skylark of Valeron, mais il se sentit perdre le contrôle de son récit. Il envoya sa première ébauche à Tremaine accompagnée d'une note lui demandant des suggestions. Tremaine acheta la première ébauche $850 et annonça le nouveau roman dans le numéro de juin 1934 avec un éditorial en pleine page et une publicité de trois-quarts de page. Le roman fut publié dans les numéros d'août 1934 à février 1935. Les tirages d' Astounding s'élevèrent à 10 000 exemplaires pour le premier numéro, tandis que ses deux concurrents directs qu'étaient Amazing Stories et Wonder Stories connaissaient de graves difficultés financières qui les obligèrent à interrompre leur tirage en l'espace d'un an.

### Cycle du Fulgur (Lensman series)
En janvier 1936, Edward Elmer Smith prit un emploi de technicien agro-alimentaire (chimie des céréales) à la Dawn Doughnut Company de Jackson, dans le Michigan. Il gagnait un salaire fixe agrémenté d'une participation aux bénéfices. Smith faisait des journées de 18 heures et travaillait 7 jours sur 7. Les témoins de l'époque attestent qu'E. E. Smith eut un rôle important dans le développement de nouvelles recettes de beignets et autres pâtisseries, mais l'affirmation selon laquelle il aurait inventé le premier procédé d'adhérence du sucre sur des beignets saupoudrés de farine n'a pas pu être confirmée.*.
Depuis le début de l'année 1937, Edward Elmer Smith souhaitait écrire un « roman policier intersidéral » et dès qu'il eût mis en place tout l'univers du Fulgur, il revisita ses romans de science-fiction pour en faire des récits de robots et de policiers. Il cite comme mauvais exemple du genre War of the Universe de Clinton Constantinescu et comme bons auteurs Roman Frederick Starzl (en) et Jack Williamson. Tremaine accueillit avec des encouragements l'exposition de l'idée de départ.
Lorsque la nouvelle entreprise de beignets commença à faire des profits notables, à la fin de l'année 1936, le docteur Smith rédigea une esquisse de 85 pages de ce qui allait devenir la quintessence du cycle du Fulgur. Tremaine en acheta les droits au début de l'année 1937. Segmenter une histoire pour en faire quatre romans avec des fins intéressantes requiert un effort considérable et E. E. Smith voyait en Edgar Rice Burroughs un mauvais exemple dans ce domaine. Après avoir terminé la première esquisse, il écrivit une esquisse plus détaillée de Patrouille galactique et un schéma de sa structure narrative « qui atteint des sommets d'intensité émotionnelle, des vallées de caractérisation et des horizons d'éléments secondaires ». Il note cependant qu'il n'a pas réussi à suivre ses propres esquisses de manière trop précise, car « ses personnages n'en font qu'à leur tête ». Après avoir terminé la première ébauche de Patrouille galactique, il écrivit le dernier chapitre du dernier livre du cycle Les Enfants du joyau (Children of the Lens). Patrouille galactique fut publiée dans les numéros de septembre 1937 à février 1938 d'Astounding Stories. Contrairement à l'édition publiée plus tard en librairie, ce roman ne se situait pas dans le même univers que Triplanétaire.
Le Fulgur gris (Gray Lensman), le second volet du cycle, est publié dans les numéros d'octobre 1939 à janvier 1940 d' Astounding Stories. L'orthographe britannique grey est une erreur récurrente qui commence avec la couverture de la première livraison. En revanche, l'usage de ce titre erroné chez Moskowitz est plus difficile à justifier.
Edward Elmer Smith fut l'invité d'honneur de la Chicon I, la seconde convention mondiale de science-fiction qui se tint à Chicago en 1940. Il fit un discours sur l'importance du fandom de science-fiction intitulé « Quelle est la signification de cette Convention ? » (“What Does This Convention Mean?”). Lors des animations de la convention mondiale, il se déguisa en Northwest Smith, le héros de C. L. Moore et rencontra des fans du Michigan qui formeront plus tard les Galactic Roamers, qui annonceront et feront la promotion de ses œuvres suivantes.
Edawrd Elmer Smith travailla pour l'armée américaine entre 1941 et 1945. Lorsqu'il remania son œuvre pour sa sortie en libraire, il inséra dans Triplanétaire, des éléments qui rendent compte de sa familiarité avec les explosifs et la production des munitions.

### Retraite et derniers écrits
Une fois à la retraite, Edward Elmer Smith et sa femme passaient l'automne et l'hiver à Clearwater en Floride et se rendaient tous les ans au mois d'avril à Seaside en Oregon au volant de leur petite voiture, s'arrêtant souvent en chemin pour participer à des conventions de science-fiction. (E. E. Smith n'aimait pas prendre l'avion). Une grande partie de sa biographie est résumée dans un essai de Robert A. Heinlein, réédité dans la collection Expanded Universe en 1980.
Robert A. Heinlein et Edward Elmer Smith étaient amis. Heinlein rapporta qu'E.E. Smith lui donna l'envie de rendre ses héros plus réalistes, à l'exemple du héros de Spacehounds of IPC. Il déclara également qu'E.E. Smith était un grand homme blond, athlétique, très intelligent et très galant, marié à une femme remarquablement belle, intelligente et rousse nommée MacDougal (peut-être le prototype de 'Kimball Kinnison' et 'Clarissa MacDougal'). Dans l'une de ses œuvres, Heinlein dit qu'il commençait à se demander si E. E. Smith n'était pas une sorte de Superman, lorsqu'il lui demanda de l'aide pour acheter une nouvelle voiture. Smith testa le véhicule en le conduisant sur une route secondaire à une vitesse démente, leurs têtes collées aux arceaux de sécurité, simplement pour écouter les couinements du châssis, une méthode apparemment improvisée pour l'occasion.

## Extensions du Cycle du Fulgur
Vortex Blasters, l'autre nom du roman intitulé Masters of the Vortex (Les Maîtres du vortex), se situe dans le même univers que les romans du Cycle du Fulgur. Il s'agit d'une extension de l'intrigue principale qui se situe entre Le Surfulgur (Second Stage Lensman) et Les Enfants du joyau (Children of the Lens) et introduit un psionique différent de ceux utilisés dans le reste du cycle. Spacehounds of IPC ne fait pas partie du cycle, même s'il a fait partie de la liste du cycle dans certaines éditions des années 1970 aux États-Unis.
Robert A. Heinlein rapporta qu'Edward Elmer Smith avait prévu un septième roman dans le Cycle du Fulgur, situé juste après Les Enfants du joyau, mais qui était impubliable à l'époque, au début des années 1960. Des recherches approfondies effectuées auprès des personnes qui connaissaient le mieux l'auteur (dont Frederik Pohl, l'éditeur de Smith et sa fille Verna Smith Trestrail) n'ont pas permis de retrouver la moindre trace du travail préparatoire sur cette œuvre. Apparemment, E. E. Smith ne notait jamais ses idées, mais il raconta à Heinlein que son dernier roman reprenait quelques points de l'intrigue laissés en suspens dans Les Enfants du joyau.
Le 14 juillet 1965, quasiment un mois avant sa mort, E. E. Smith donna son accord écrit à William B. Ellern (en) pour qu'il donne une suite au Cycle du Fulgur, ce qui conduisit à la publication de New Lensman en 1976. Dave Kyle, un ami de longue date, écrivit avec l'accord de l'auteur trois romans supplémentaires qui fournissent de nombreuses informations sur les Fulgurs non humains.